# Lezha
Lezha (albanisch auch Lezhë, deutsch veraltet Lesch italienisch Alessio, türkisch Leş) ist eine Kleinstadt im Nordwesten Albaniens mit rund 15.000 Einwohnern (Volkszählung 2023). Lezha ist Hauptort des gleichnamigen Qarks sowie Sitz des römisch-katholischen Bistums Lezha.
Bis 2015 war Lezha eine eigenständige Gemeinde (bashkia), die dann mit den anderen Gemeinden des Kreises Lezha zusammengelegt wurde. Lezha liegt gemäß NUTS:AL in der statistischen Region Nordalbanien.

## Etymologie
Der Name der Stadt Lezha ist auf die griechische Kolonie Lissós (Λισσός) zurückzuführen, welche die Vorgängerin der heutigen Stadt ist. Auf Altgriechisch bedeutet Lissós „glatt“, was auf die flache Ebene in der Umgebung bezogen ist. Die Römer übernahmen später den griechischen Namen und nannten die Stadt in lateinischer Sprache Lissus. Auf Albanisch wird der Ort Lezha [ˈlɛˑˌʒa] (bestimmt) oder Lezhë [ˈlɛˌʒə oder ˈlɛʒ] (unbestimmt) genannt. Im örtlichen gegischen Dialekt sind auch die Formen Lesha [ˈlɛˑˌʃa] bzw. Lesh [ˈlɛʃ] üblich. Von den Venezianern wurde die Stadt im Mittelalter italienisch Alessio genannt.

## Geographie

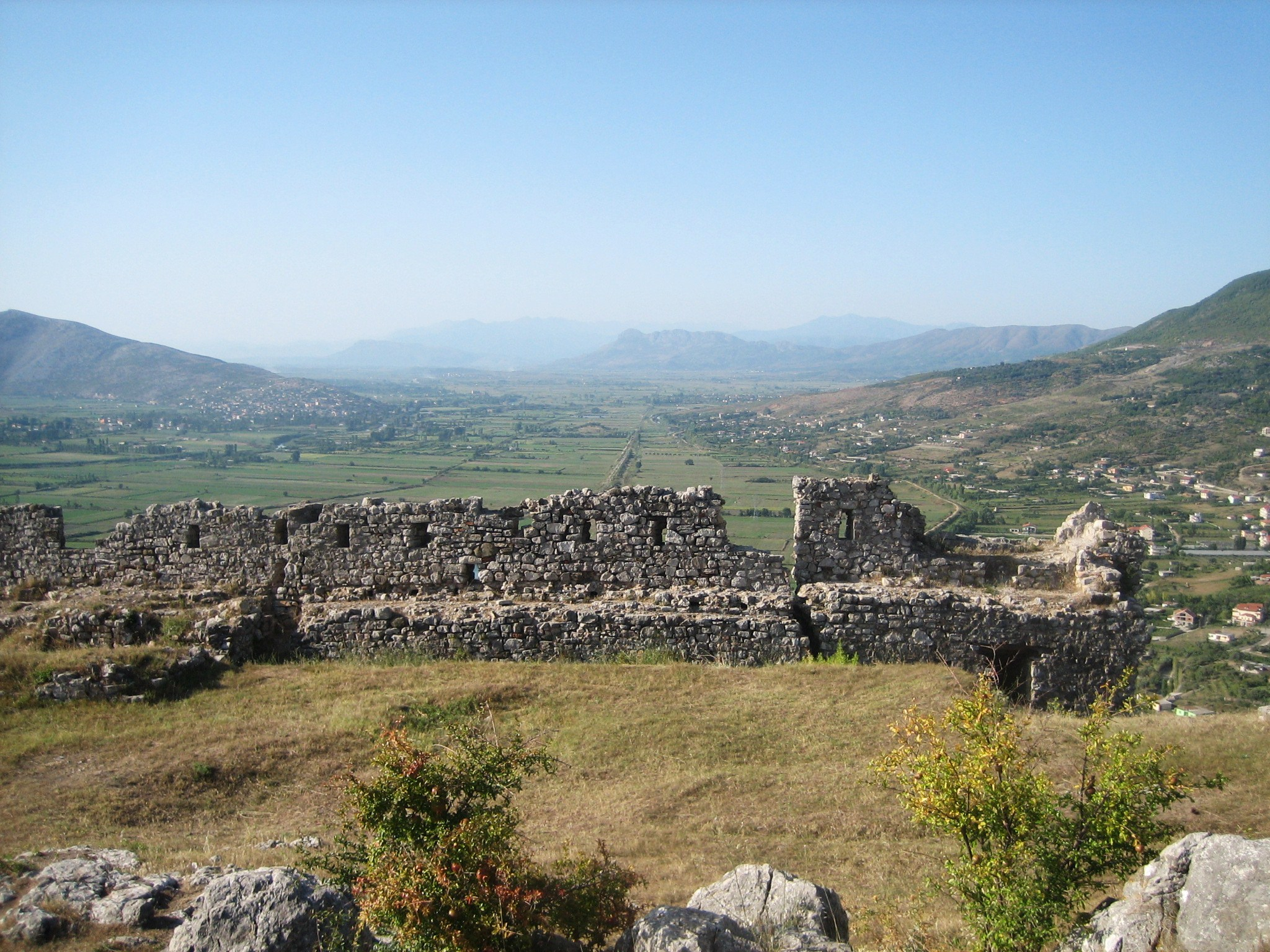
Blick zur Zadrima-Ebene nördlich der Stadt

Lezha liegt an der schmalsten Stelle des albanischen Küstenlandes und ist rund 50 Kilometer nördlich der Hauptstadt Tirana entfernt. Das Stadtzentrum wird durch einen heute nur noch kleinen Nebenarm des Flusses Drin durchflossen, der von Norden herkommend sich zuerst durch die Zadrima-Ebene zieht, die enge Stelle in der Stadt passiert und danach südwestlich von Lezha in den Drin-Golf mündet. Gleich westlich der Stadt liegt das Naturreservat Kune-Vain-Tale, welches zwischen Lezha und der im Nordwesten gelegenen Hafenstadt Shëngjin beginnt und sich über zehn Kilometer entlang der adriatischen Küste zieht. Kune-Vain-Tale ist ein Feuchtgebiet, geprägt von zahlreichen Lagunen und Sümpfen.

## Gemeinde
Das Gebiet der Gemeinde Lezha ist in zehn Njësitë administrative (Verwaltungseinheiten) gegliedert, die bis 2015 eigenständige Gemeinden waren. Die Njësia administrative Lezha hat eine Fläche von 5,5 Quadratkilometern.

Die ganze Gemeinde hat 51.354 Einwohner (Volkszählung 2023). Im Jahr 2011 waren es noch 65.633 Einwohner gewesen. Das Gebiet hat somit in zwölf Jahren fast 22 % seiner Bevölkerung verloren. In abgelegenen Berggebieten sind sogar mehr als zwei Drittel der Einwohner abgewandert.
| Name     | Einwohner 2023 | Einwohner 2011 | Gemeindeart |
| -------- | -------------- | -------------- | ----------- |
| Lezha    | 14.685         | 15.510         | Bashkia     |
| Balldren | 3.792          | 6.142          | Komuna      |
| Blinisht | 1.878          | 3.361          | Komuna      |
| Dajç     | 2.584          | 3.834          | Komuna      |
| Kallmet  | 2.973          | 4.118          | Komuna      |
| Kolç     | 3.817          | 4.228          | Komuna      |
| Shëngjin | 6.963          | 8.091          | Komuna      |
| Shënkoll | 10.153         | 13.102         | Komuna      |
| Ungrej   | 465            | 1.587          | Komuna      |
| Zejmen   | 4.042          | 5.660          | Komuna      |

## Geschichte

### Antike

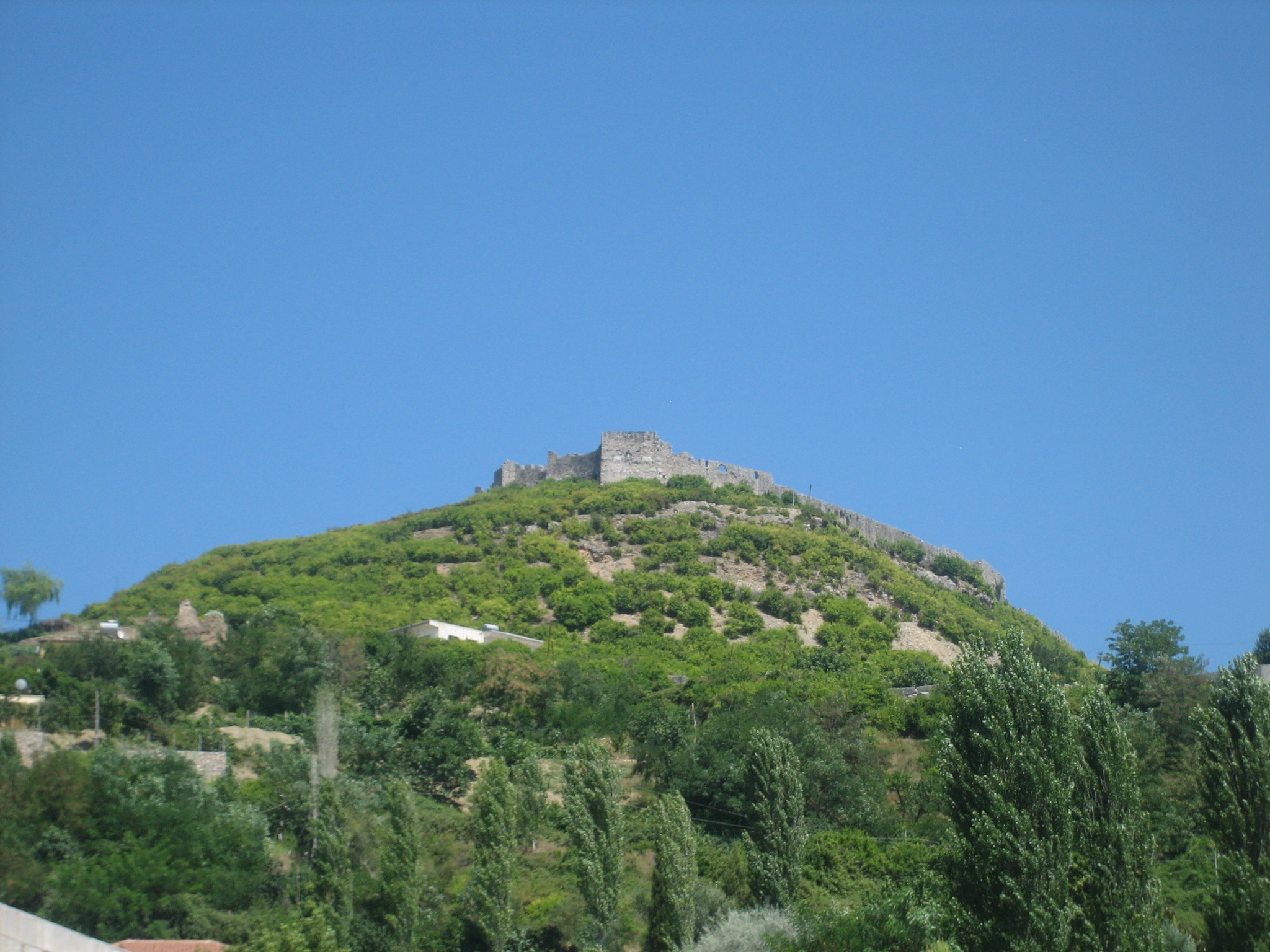
Der Burghügel von Westen aus gesehen

Die ersten bekannten Siedler in der Region waren die Illyrer. Sie bauten im 8. Jahrhundert v. Chr. eine typisch illyrische Höhensiedlung auf dem Berg Mali i Shelbuemit (auch Akrolissos genannt, 410 Meter über Meer). Der Beginn der Bautätigkeiten am niedrigeren Hügel hingegen, der Akropolis, ist in der Forschung umstritten. Während nach dem griechischen Geschichtsschreiber Diodorus Siculus (15, 13) Lissos als griechische Kolonie von Dionysios I. von Syrakus im Jahr 385 v. Chr. gegründet wurde, scheinen ältere Mauerzüge auf der Akropolis bereits auf eine Entstehung im 6. Jahrhundert v. Chr. schließen zu lassen.
Die zum Teil bis heute erhaltenen Mauern umfassten nicht nur die Akropolis, sondern zogen sich auch den Hang hinunter bis zum Fluss und schützten die Stadt. Insgesamt waren sie zweieinhalb Kilometer lang.
In hellenistischer Zeit war Lissos eine stark befestigte Stadt, die mehr einer Festung als einer Stadt ähnelte. Doch ihre Bedeutung war wegen ihrer Lage an zwei wichtigen Handelsstraßen und seinem Hafen groß. Während des Ersten Makedonischen Krieges wurde die Stadt 213 v. Chr. von König Philipp V. belagert und erfolgreich eingenommen. Doch bereits 209 v. Chr. soll Lissos von den illyrischen Königen Skerdilaidas und Pleuratos zurückerobert worden sein. In der ersten Hälfte des 2. Jahrhunderts v. Chr. gehörte die Stadt zum Reich des illyrischen Königs Genthios von Scodra. Im Jahr 168 v. Chr. wurde die Festung von den Römern erobert, welche die Stadt fortan Lissus nannten. Die Stadt gehörte zur Provinz Macedonia. Seit 118 v. Chr. gehörte sie zur Provinz Illyricum und war ihre südlichste Stadt. In der Zeit der römischen Republik gewann sie wegen ihres Hafens am Drin und auch wegen ihres etwa vier Kilometer westlich entfernten Hafens Nymphaeum (heute Shëngjin) am Meer an Bedeutung. Bei der römischen Reichsteilung 395 n. Chr. kam sie zum Osten und wurde im 8. Jahrhundert dem Thema Dyrrhachion (heute Durrës) zugeteilt.

### Mittelalter
Im gesamten Mittelalter blieb der städtische Charakter Lezhas und seine Funktion als Station im Ost-West-Handel erhalten. 1240 gründeten die Franziskaner in Lezha ihr erstes Kloster in Albanien. 1343 wurde die Stadt vom serbischen Zaren Stefan Dušan erobert. Nach seinem Tod kam sie in den Besitz der Balšić (alb. Ballsha), diesen wiederum folgten 1387 Angehörige der Adelsfamilie Dukagjini, die Lezha aber schon 1393 an die Republik Venedig abtraten. Unter der venezianischen Herrschaft war die Stadt Alessio ein bedeutender Stützpunkt für den Salzhandel mit Serbien.
1444 versammelte Skanderbeg in Lezha albanische und montenegrinische Fürsten. In der Liga von Lezha vereinigten sie sich gegen die heranrückenden Osmanen. Nach 24-jährigem Kampf starb Skanderbeg 1468 in Lezha und wurde in der St. Nikolaus-Kirche begraben. Er wird heute von vielen Albanern als Nationalheld gefeiert.
1478 eroberten die Osmanen die Stadt, plünderten sie und zerstörten auch die Hauptkirche mit dem Grab Skanderbegs. 1501 konnten die Venezianer Lezha noch einmal zurückgewinnen. 1506 wurde die Stadt – fortan türkisch Leç genannt – dann endgültig Teil des Osmanischen Reiches und blieb für mehr als 400 Jahre in der Hand des Sultanats.

### Osmanische Ära
Seit dem Ende des 16. Jahrhunderts waren die Mehrheit der Einwohner Muslime. Während Lezha im ersten Jahrhundert der türkischen Herrschaft noch eine gewisse Bedeutung als Hafen und Handelsplatz mit Verbindungen bis ins Kosovo hatte, wurde die Stadt von der wirtschaftlichen Krise des Osmanischen Reiches nach 1600 und den kriegerischen Auseinandersetzungen des 17. Jahrhunderts hart getroffen und verödete mehr und mehr. Davon profitierte nicht zuletzt das nahe gelegene Scutari (türkisch İşkodra), wo sich seitdem der Handel des türkischen Albanien mit dem Westen konzentrierte.

### 20. Jahrhundert
Die Zugehörigkeit von Lezha zum 1912 neu geschaffenen Staat Albanien war im Gegensatz zu vielen anderen Gebieten kaum umstritten. Während der kommunistischen Herrschaft ab 1944 wurden in Lezha große Fabrikbetriebe errichtet, die aber seit dessen Sturz ab 1990 zum Großteil stillstehen.
1979 ereignete sich ein starkes Erdbeben und der Großteil der Stadt wurde verwüstet. Am stärksten war die Altstadt unterhalb der Festung betroffen (sogenannte Unterstadt).
Durch die Abwanderung der Bevölkerung aus den armen Bergregionen hat sich die Einwohnerzahl von Lezha seit dem Zusammenbruch des kommunistischen Systems Anfang der 1990er Jahre vervielfacht.

## Sehenswürdigkeiten

### Skanderbeg-Mausoleum

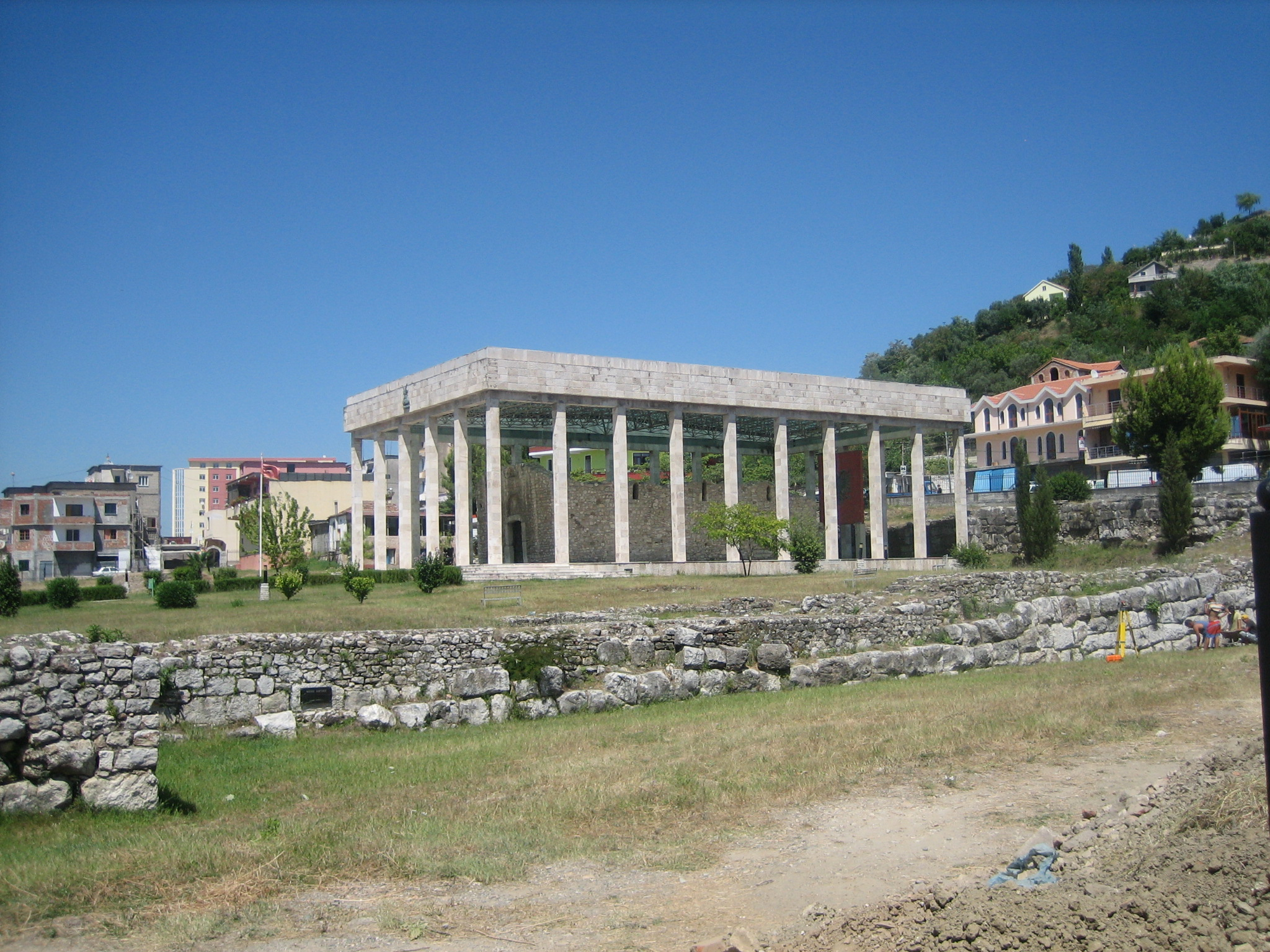
Skanderbeg-Mausoleum

Wichtigste Sehenswürdigkeit ist das Skanderbeg-Mausoleum mitten im Stadtzentrum. Um die Ruinen der mittelalterlichen St.-Nikolaus-Kirche, in der Skanderbeg begraben wurde und die später als Selimije-Moschee genutzt worden ist, wurde eine Gedenkstätte errichtet. Ihre Einweihung fand 1981 statt. Eine schlichte Platte sowie Nachbildungen seines Helmes und seines Schwertes – die Originale befinden sich in Wien – markieren Skanderbegs Ruhestätte. Rund um die Kirche finden sich noch einige Ruinen aus antiker Zeit.

### Festung von Lezha
Über der Stadt thront die Burg, wo Mauerreste aus antiker und osmanischer Zeit besichtigt werden können. Das heutige Aussehen verdankt die Festung der umfassenden Erneuerung zwischen 1515 und 1521, die von Sultan Süleyman I. in Auftrag gegeben wurde. Bei Grabungsarbeiten im Jahr 1966 wurden die Reste der Festungsmoschee entdeckt, die wohl zeitgleich mit den Erneuerungsarbeiten an der Festung entstand. Sie datiert ins Jahr 1521. Der steile Hügel bietet eine Rundsicht über Stadt, Ebenen, Berge und Adriaküste. 2004 unternahm ein albanisch-österreichisches Archäologenteam neue Grabungen auf der Burg und in der Unterstadt. 2006 folgte eine vom Deutschen Archäologischen Institut finanzierte Grabungskampagne.

### NaturreservatKune-Vain-Tale

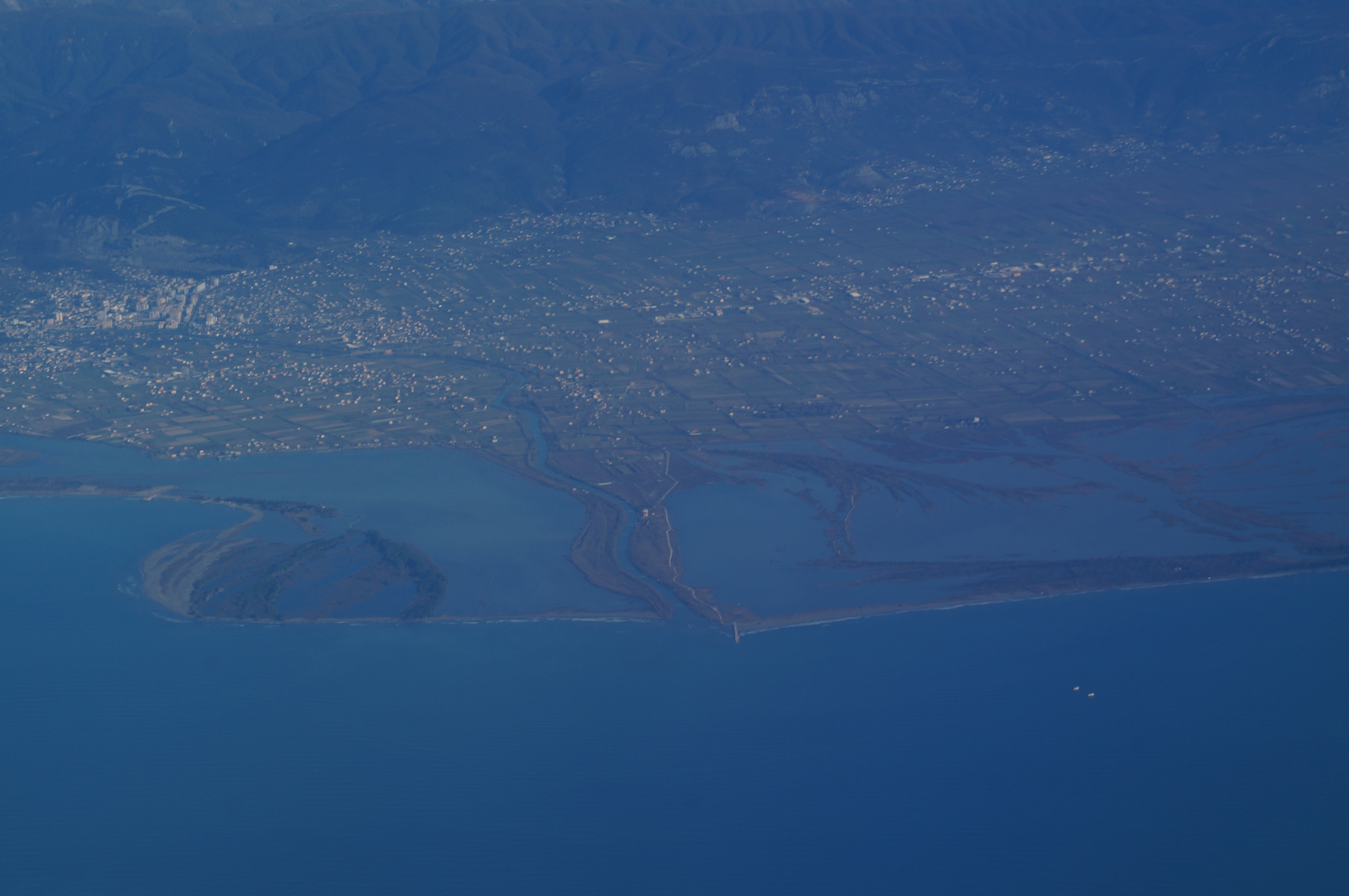
Mündung des Drin mit Lagunenlandschaft

Das Lagunen-System von Kune-Vain-Tale ist ein bedrohtes Naturreservat. Neben 1087 Hektaren Sumpf und Brackwasser-Lagunen gibt es noch 185 Hektare Wald und 557 Hektare Sandstrand. 135 verschiedene Vogel- und 58 Fischarten werden hier gezählt. Bereits zur kommunistischen Zeit wurde in diesem Rückzugsgebiet ein kleines Hotel eingerichtet und zwar in einem Haus, das der italienische Graf Galeazzo Ciano in der Zeit vor dem Zweiten Weltkrieg als Jagdhaus errichten ließ.

## Wirtschaft
Obwohl Lezha nicht besonders groß ist, ist es seit jeher ein wichtiger Marktplatz in der Region. Die während der sozialistischen Herrschaft errichteten Fabrikanlagen stehen heute alle still. Auch die kleine Hafenstadt Shëngjin (italienisch San Giovanni di Medua) fünf Kilometer westlich von Lezha hat keine große Bedeutung mehr. Mehr Potential hat der Hafenort heute als Badestrand für Touristen aus der Umgebung und aus dem Kosovo. Es sind zahlreiche Hotels und andere touristische Infrastruktur entstanden.

## Verkehr

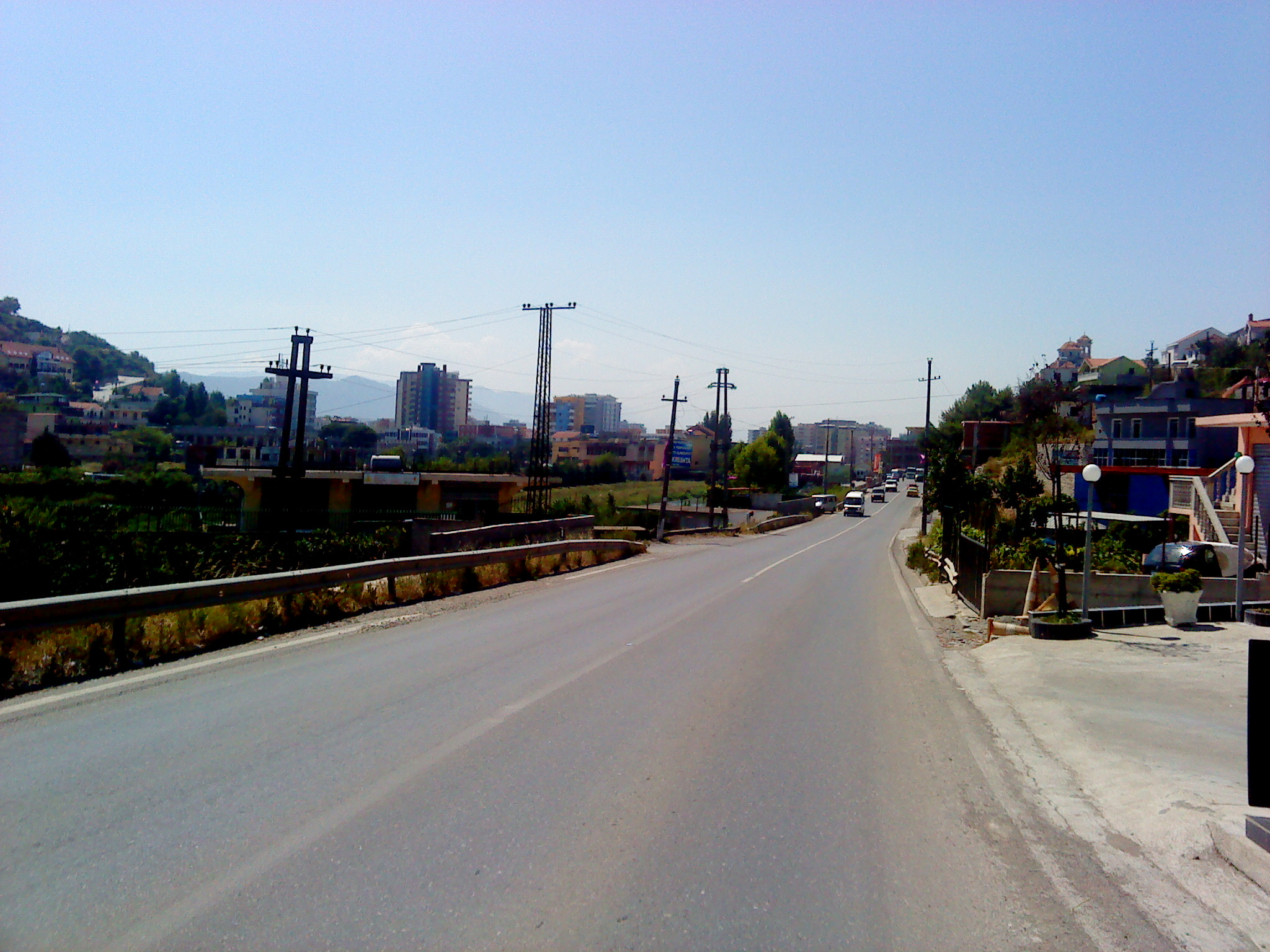
Die Nationalstraße SH1 verläuft durch Lezha

Sämtliche Verkehrswege, die von Nordwestalbanien nach Mittelalbanien führen, passieren Lezha. Seit wenigen Jahren verbindet eine Schnellstraße, die Rruga shtetërore SH1, Lezha mit Fushë-Kruja unweit von Tirana. Sie hat jedoch als „Todesstraße“ einen schlechten Ruf, denn zu oft geschehen fatale Unfälle auf dieser Strecke, sodass man 2011 schon über 60 Unfallsteine für Verstorbene zählen konnte.
Die Schnellstraße nach Shkodra wurde bereits 2005 fertiggestellt.
Ans Netz der albanischen Eisenbahn ist Lezha ebenfalls angeschlossen. Die Bahnstrecke Vora–Shkodra passiert die Stadt am Westrand und umgeht die Engstelle am Drin mit einem Tunnel.

## Sport
Der lokale Fußballklub KS Besëlidhja Lezha stieg 2007 in die erste Liga auf, konnte sich dort aber nicht halten und spielt jetzt sogar drittklassig in der Kategoria e dytë.

## Persönlichkeiten

### Söhne und Töchter der Stadt
- Anton Kryezezi (1710–1765), römisch-katholischer Prälat
- Viktor Tushaj (* 1962), Politiker
- Henri Ndreka (* 1983), Fußballspieler
- Simon Simoni (* 2004), Fußballtorhüter

### Mit der Stadt verbundene Personen
- Gjergj Kastrioti „Skanderbeg“ (1405–1468), Fürst, Mitbegründer der Liga von Lezha 1444 und albanischer Nationalheld
- Ndoc Gjetja (1944–2010), Dichter, lebte von 1951 an in Lezha